# 덴마크 체육 연맹 올림픽 위원회
덴마크 체육 연맹 올림픽 위원회(덴마크어: Danmarks Idræts-Forbund)는 덴마크의 국가 올림픽 위원회이다. IOC 코드는 DEN이다. 본부는 코펜하겐 근교에 위치한 브뢴뷔 시에 있으며 유럽 올림픽 위원회에 소속되어 있다.
1905년에 설립되었으며 같은 해에 국제 올림픽 위원회의 승인을 받았다. 32개 국가 하계 스포츠 종목 연맹과 4개 국가 동계 스포츠 종목 연맹이 소속되어 있으며 덴마크의 스포츠 발전을 담당한다. 또한 올림픽, 유러피언 게임을 비롯한 국제 스포츠 대회에 참가하는 덴마크의 선수들을 대표한다.

## 같이 보기
- 올림픽 덴마크 선수단